# Тильзитер

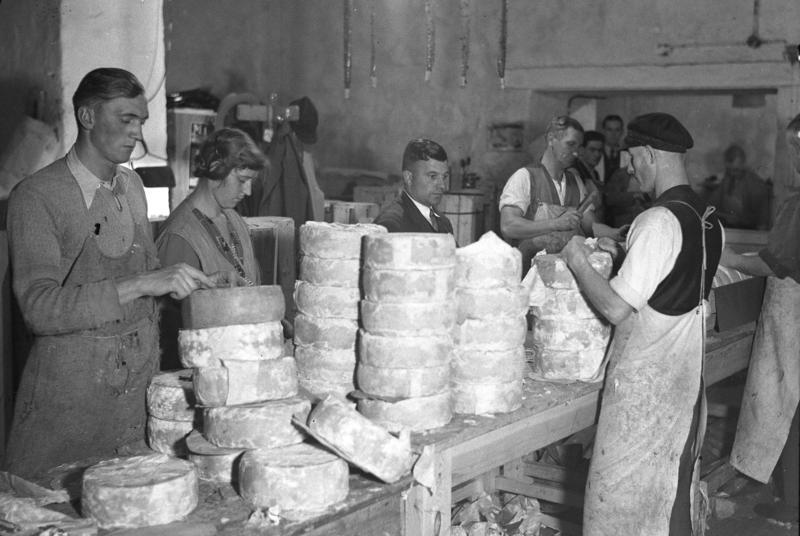
Приготовление сыра
«Тильзитер» в городе Тильзит, Восточная Пруссия, фотография 1930-х годов

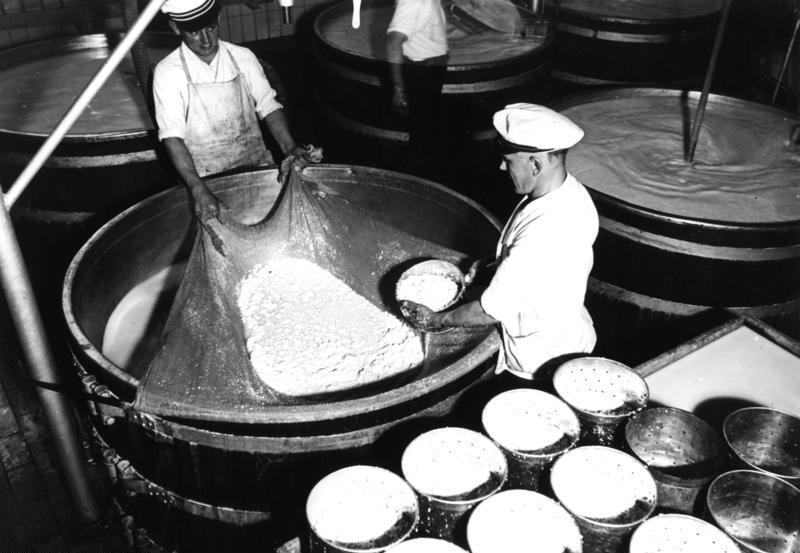
Производство «Тильзитера»

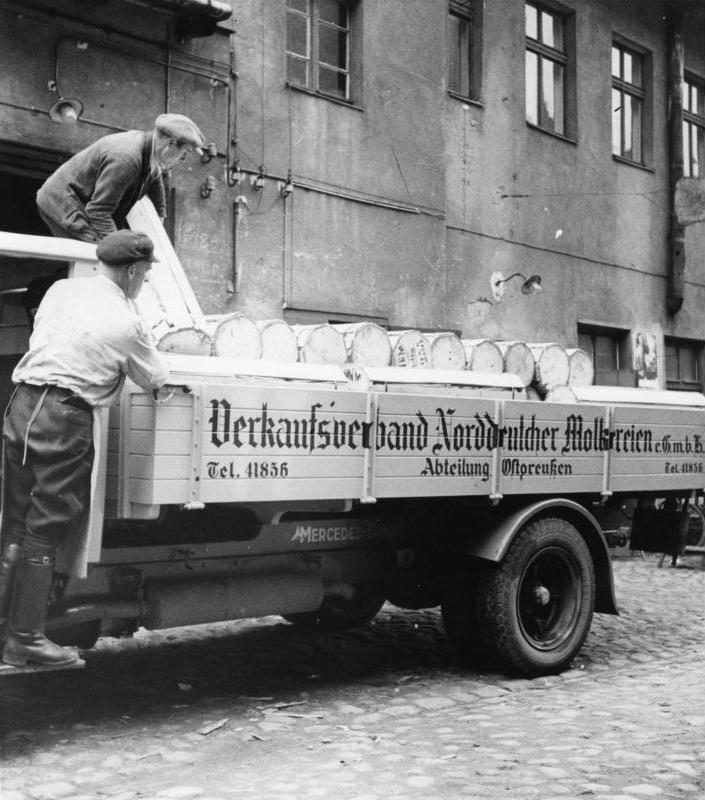
Погрузка сыра

Тильзи́тер (нем. Tilsiter [ˈtɪlzɪtər]) — светло-жёлтый полутвёрдый сыр. Имеет умеренно твёрдую текстуру с неровными дырочками и трещинами. Тильзитер промышленного производства изготовлен из пастеризованного коровьего молока, имеет жирность от 30 % до 60 % и тёмно-коричневую корочку. Часто имеет в составе тмин и чёрный перец; является прекрасным дополнением к ржаному хлебу и тёмным сортам пива. Тильзитер — обычный столовый сыр, хотя и имеет множество сортов; употребляется в салатах, расплавленным в соусах, с картофелем, в пирогах и бутербродах.

## История
Производство тильзитера было начато в середине XIX века в городе Тильзит в Восточной Пруссии (сейчас — город Советск Калининградской области) прусско-швейцарскими поселенцами из долины Эмменталь (кантон Берн). Первоначальные здания сырного завода все ещё существуют в Советске.
Начиная с 1893 года тильзитер стали производить также и в Швейцарии, в кантоне Тургау на северо-востоке страны, а также в кантонах Санкт-Галлен и в Цюрихском нагорье используя вывезенные из Тильзита рецепты. C 1993 года производство сыра идёт под защищённым торговым знаком «Tilsiter Switzerland». В 2007 было произведено 3787 тонн Швейцарского Тильзитера, из них 53 % сортами средней готовности, Surchoix, Bio-Tilsiter и альпийская страна-Tilsiter, 40 % сорта Past-Tilsiter и 7 % сортов Rahm-Tilsiter и Bio-Rahm-Tilsiter. Так как имя сыра не защищено, он свободно производится сегодня в восточной Швейцарии, в Германии, на территории Калининградской области (быв. Восточной Пруссии — своей исторической Родине) и предлагается под именем Тильзитер, а в восточных федеральных землях Германии выходит преимущественно под именем Tollenser. Сыры от мягких вплоть до напоминающих по вкусу Эдамер можно найти в продаже, но продукция с классическим пряным вкусом встречается редко.

## Разновидности «Tilsiter Switzerland»
Существует три разновидности швейцарского тильзитера:
- зелёная марка (green label) означает сыр, сделанный из пастеризованного молока. Такой тильзитер обладает мягким вкусом
- красной маркой обозначают тильзитер, приготовленный из непастеризованного молока, обладающего, с одной стороны, резким запахом, а с другой — необычным, пикантным вкусом.
- Тильзитер с жёлтой маркой производится из пастеризованного молока с добавлением сливок.

Название «тильзитер» не защищено торговой маркой, однако «швейцарский тильзитер» зарегистрирован в качестве торговой марки «Tilsiter Switzerland».
Швейцарский тильзитер не имеет такого большого количества мелких глазков, как оригинальный тильзитер из Германии, и не обладает таким выраженным вкусом.
Особенности сыра, и подразделения на разновидности.
«Организация сортов (SO) Tilsiter Switzerland GmbH», которая принадлежит молочным производителям, фабрикантам Tilsiter и торговцам, управляет торговым знаком и отвечает за качество и маркетинг Tilsiters. Она определила следующие разновидности:
- Tilsiter швейцарский Средней готовности (красно-белый ярлык) из свежего сырого молока со временем созревания 70—110 дней,
- Tilsiter швейцарский Surchoix (красно-черно-золотой ярлык) из свежего сырого молока со временем созревания 120—180 дней,
- Bio-Tilsiter швейцарский (красно-белый ярлык с зелёным знаком Био) из свежего биомолока со временем созревания 70—110 дней (средняя готовность) или 120—180 дней (rezent),
- Past-Tilsiter швейцарский (зелёно-белая этикетка) из пастеризованного свежего молока со временем созревания 30—60 дней (мягкий),
- Rahm-Tilsiter швейцарский сливочный (бело-жёлтая этикетка) из пастеризованного свежего молока с дополнением сливок, со временем созревания 30—75 дней,
- Bio-Rahm-Tilsiter швейцарский (бело-жёлтая этикетка с зелёным знаком Био) из пастеризованного свежего биомолока с добавлением биосливок, со временем созревания 30—75 дней,
- под торговым знаком AlpenTilsiter из Швейцарии экспортируется сыр (красно-золотой ярлык с альпийской панорамой) из свежего сырого молока со временем созревания 120—180 дней, каждая его буханка вытирается во время созревания смесью из трав и белого вина Тургау Мюллера, этот сорт производится с 2003.